# Morris Minor (1928)
Cet article concerne la voiture fabriquée par Morris Motors Limited entre 1928 et 1934. Pour la Morris Minor fabriquée par Morris Motors Limited entre 1948 et 1971, voir Morris Minor.
La Morris Minor est une petite voiture 4 places avec un moteur de 850 cm3, fabriquée par Morris Motors Limited entre 1928 et 1934. Le nom fut ressuscité pour une autre voiture plus récente pour le même marché, en 1948.
Lancée en 1922, la petite sept chevaux Austin avait amené l'automobile à un public nouveau et élargi le marché. Malgré cela, les Morris Oxford et Cowley avaient pris 41 % de l'ensemble du marché britannique de voitures privées de 1925. Les ventes de Morris avaient commencé à ralentir en 1926 et furent ravivées par un nouveau visage pour les Morris Oxford et Cowley et une expansion de la gamme Morris à la fois en haut et en bas de l'échelle.
La même année, William Morris réalisa des millions de bénéfices de la vente en bourse des actions de préférence de son entreprise, et il acheta Wolseley, fondée par Herbert Austin, qui quelques années plus tôt, avait été le plus grand constructeur automobile de Grande-Bretagne.
William Morris a maintenant largement les moyens de concurrencer la petite voiture d'Herbert Austin avec sa propre petite Morris. Avec un excédent d'installations de production, et avec les ingénieurs de conception Wolseley rejoignant sa Morris Commercial Cars, peu de temps fut mis pour le développement de la Morris Minor d'une conception plus complexe que l'Austin Seven. La toute nouvelle voiture fut mise sur le marché avant le milieu 1928.

## Mécanique

### Moteur
Le nouveau moteur Morris a été conçu par Wolseley, propriété personnelle de William Morris. C'est en grande partie une nouvelle conception, mais qui suit la conception classique Wolseley à simple d'arbre à cames en tête, et est beaucoup plus petit que toute autre unité Wolseley. L'arbre à cames est actionné par un arbre verticale à engrenage spirale en biseau qui passe par la dynamo, réalisant l'induit. Un seul carburateur SU est utilisé et il y a une bobine d'allumage. Le moteur produit 20 ch (15 kW) à 4 000 tr/min permettant une vitesse de pointe de 89 km/h. Le système électrique est de 6 volts.
Le moteur Morris Minor fut produit en deux versions. De 1928 à 1930, toutes les voitures avaient un 847 cm3 à arbre à cames en tête, moteur conçu et fabriqué par Wolseley. Il est resté en production pour la plus chère des Minor jusqu'en 1932.
Les ingénieurs maison de Morris Commercial Cars, dirigés par Percy Rose, qui avait conçu le châssis, créèrent un train de soupapes plus simple pour le même bloc. Cette unité plus conventionnelle à soupapes latérales, délivrant une puissance légèrement inférieure, entra en production à la fin 1930 dans les anciens locaux de Wolseley à Adderley Park, appartenant maintenant à Morris Commercial Cars, sous la supervision du jeune Leonard Lord. À l'origine destiné aux voitures de bas prix, tout d'abord pour la voiture à 100 £, plus tard pour d'autres, il resta en production jusqu'en 1934.
39 087 moteurs à arbre à cames en tête furent construits et 47 231 à soupapes latérales.

### Châssis
Bien que l'usine d'assemblage principale de l'entreprise fut à Cowley, à l'extérieur d'Oxford, le châssis et la transmission furent conçus dans une autre entité privée de W R Morris, Morris Commercial Cars à Birmingham. Auparavant E G Wrigley & Co, c'était un ancien fournisseur de composants de Morris qui l'avait acheté et rebaptisé après qu'il fut en redressement judiciaire. Wrigley avait énormément investi et rééquipé ses usines pour faire des pièces pour une importante production de masse automobile, projet qui s'effondra à la dernière minute.
Le châssis construit de poutrelles d'acier en U a des freins aux quatre roues commandés par des câbles, et roule sur des ressorts semi-elliptiques. Les roues à rayon de 26 pouces acceptent des pneus de 3,50 pouces de section. (en décembre, la voiture testée avait des pneus de 27 × 4,00 pouces) La voiture est livrée avec tous les accessoires, y compris un démarreur. Le levier de frein actionne un frein de transmission à l'arrière de la boîte de vitesses. Les sièges avant de type seau sont réglables, celui du côté passager se replie.
L'équipement comprend :
- essuie-glace automatique - opéré par succion
- rétroviseur intérieur
- amortisseurs avant et arrière
- pare-chocs pleine largeur à chaque extrémité
- verre de sécurité Triplex disponible en option
- jauge à essence
- klaxon électrique
- compteur de vitesse

Au début, les seules carrosseries proposées étaient une berline 2-portes tissu et une randonneuse quatre places, mais pendant la production jusqu'à une douzaine de différents styles de carrosserie ont été utilisés. Une grande partie de leur succès est qu'elles étaient des vraies voitures en miniature. L'hébergement dans les voitures 2 portes a été décrit comme « amical » à cause de l'inévitable contact personnel dans l'espace clos.
À partir d'un dessin humoristique :
Le premier oursin : (surveillant une petite voiture garée le long du trottoir) "c'est une Austin, j'te l' dis !"
Deuxième oursin : "Nan, c't'une Morris Minor !"
Troisième oursin : "C't'aucune, y a des pédales !"

## Morris Eight, Austin Seven
W R Morris dit « Certains pensent que mon idée est d'essayer d'écraser l'Austin Seven du marché, ce qui est absurde. Mais je peux dire ceci, mon prix ne sera pas plus élevé que celui de l'Austin Seven. » Sir Herbert le rejoint « Personnellement, en tant qu'entreprises, nous sommes dans les meilleurs termes avec la Morris Company. Le public décidera quelle voiture il préfère. La décision de M. Morris (d'entrer dans ce secteur) n'est pas une surprise pour moi ... Je savais ce qui se passait depuis des semaines. »
Il n'y avait pas de photos, mais la première description détaillée de la nouvelle 8 cv Morris fut publiée le samedi 26 mai 1928. Le communiqué de presse disait que les dimensions du moteur étaient 56 × 76 = 748 cm3 – sans doute pour Sir Herbert Austin. Il avait été dit à la presse (par quelqu'un de chez Morris) que les noms suivants étaient envisagés : Morris-Oxley, -Bully, -Carfax, -Magdalen, -Calfley, -ette, -Iffley, -Dancer, -Moxley et -Cox.
Les hebdomadaires automobiles publièrent de meilleures descriptions et des photos la dernière semaine d'août.
Ensuite, le samedi 1er septembre 1928, les prix furent annoncés :
- Randonneuse finition cuir, 125 £, (les voitures réelles avaient du Rexine) avec pare-brise en Verre de Sécurité Triplex 127 £.
- Berline deux portes tissues en bleu ou marron avec des fenêtres coulissantes 135 £, avec Triplex partout 141 £ 10 s[15].
- Châssis seul 100 £.

Le lancement le 11 octobre 1928, à l'ouverture du 22e salon automobile de Londres à l'Olympia présentait une randonneuse quatre places et une berline quatre places avec des fenêtres coulissantes. Toutes deux avaient deux portes. Le correspondant automobile du Times a testé la berline tissu et rapporté longuement en décembre pour finir avec « j'ai aimé le contrôle général, et l'on n'a pas l'impression que l'on est au volant d'une très petite voiture. »
Le berlines tissu utilisaient tellement de ouate pour lisser les coins que les oiseaux avaient appris à picorer à travers le tissu pour utiliser la feutrine pour construire leurs nids.
Les voitures carrossées en panneaux d'acier avec un toit pliant « soleil » ont été annoncées en août 1929 pour 9 £ de plus que la voiture en tissu, et les trois voitures ont reçu des portes à charnière à l'arrière avec des extrémités avant en pente vers l'avant en bas. « Cela donne la place au pied pour entrer ou sortir de la petite voiture. » Les deux berlines montrées à l'Olympia avait des pare-chocs. Une camionnette de 5-cwt (250 kg) fut ajoutée à la gamme Minor pour 1930. Elle fut exposée comme la plus petite camionnette Morris au Motor Transport Show de 1929.

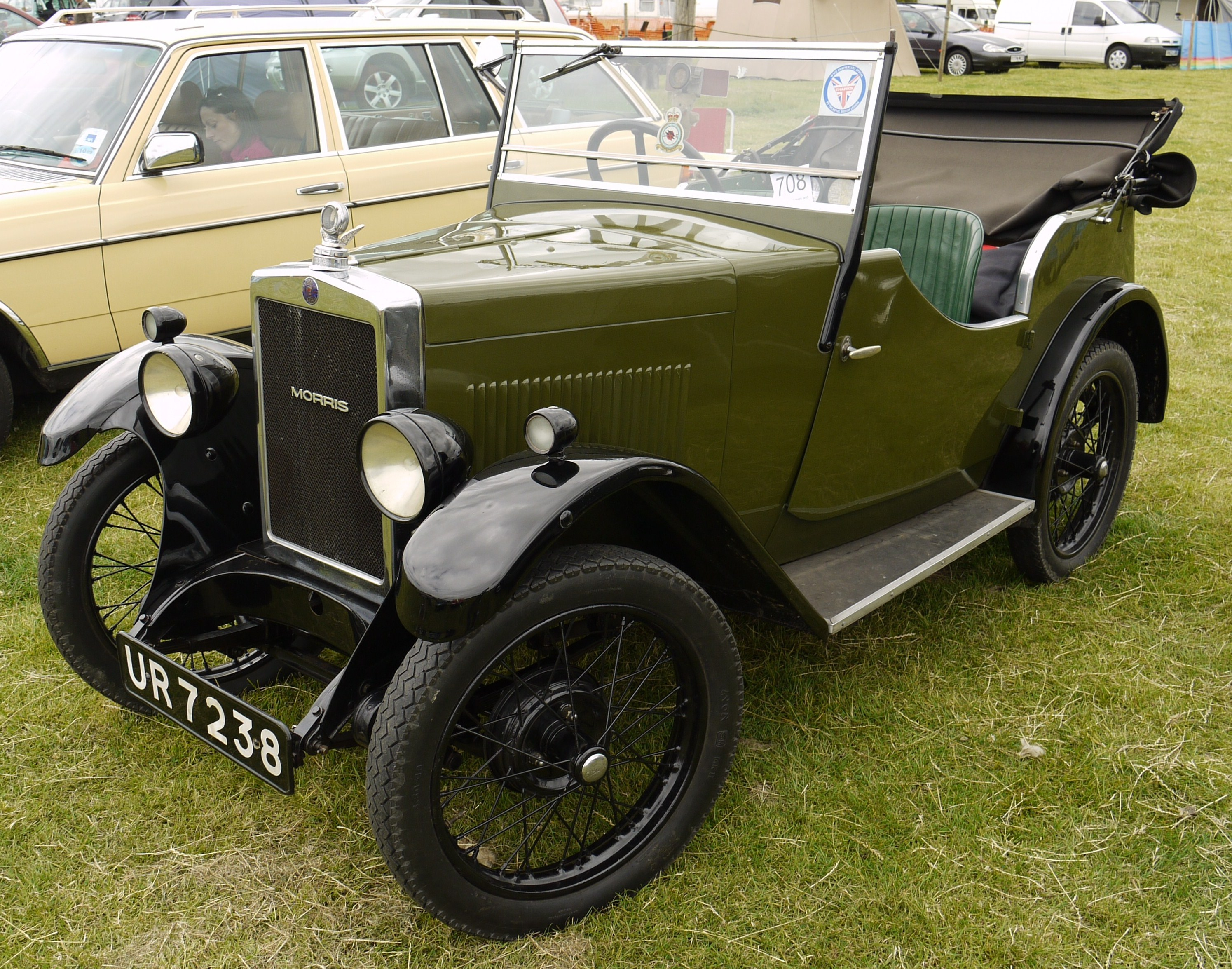
Randonneuse enregistrée en juillet 1930
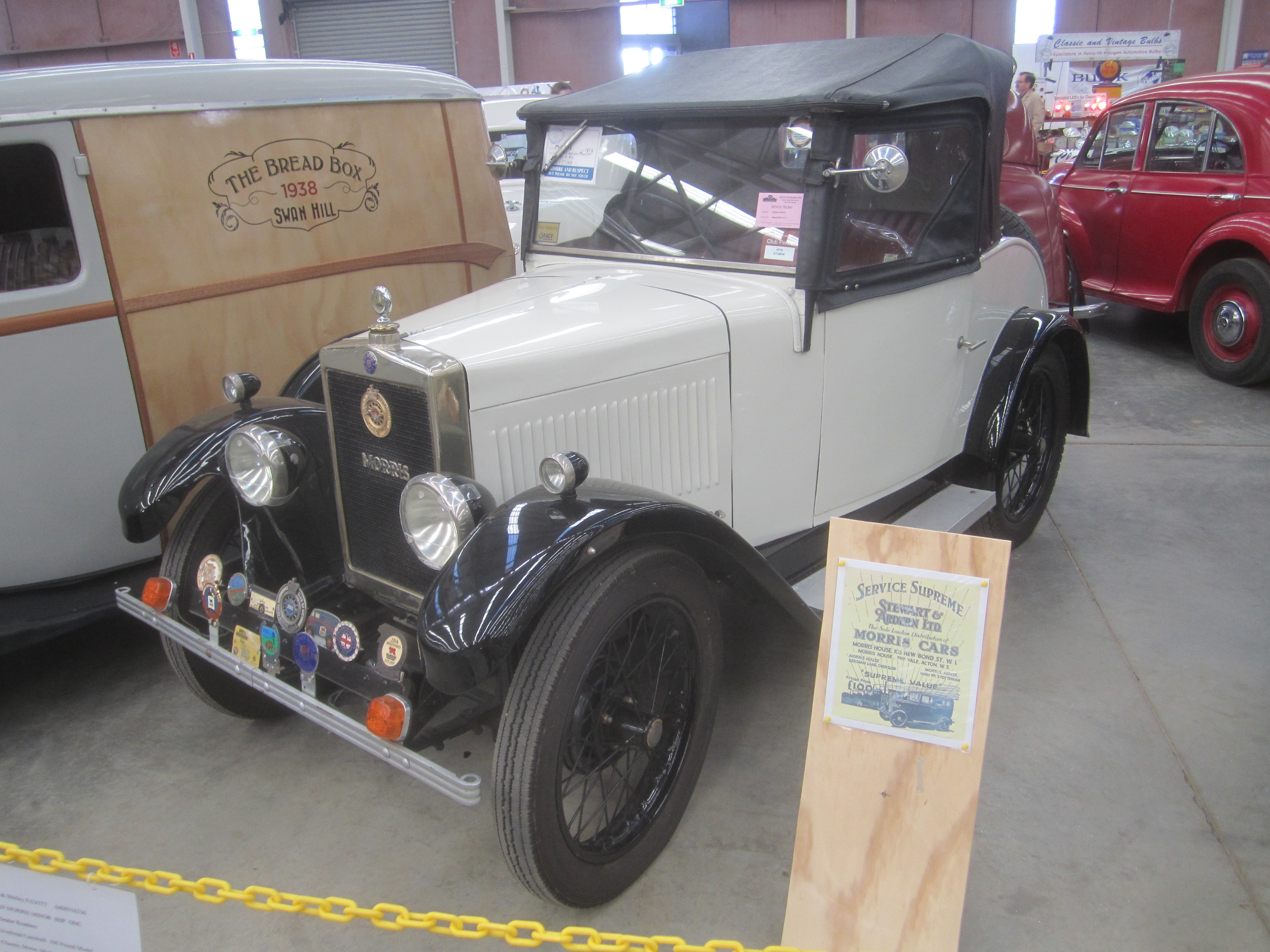
2 places avec pare-chocs

L'année suivante, en août 1930, une nouvelle 2 places semi-sportive rejoint la gamme, avec une capote et des écrans latéraux. Conçue pour deux adultes et leurs bagages, elle était la moins chère de la gamme, de 5 £. La randonneuse et les deux berlines, tissu et panneaux d'acier, sont restées en production. Les publicités annoncaient l'amélioration du confort de la carrosserie et de la finition, et l'amélioration de la lubrification et des systèmes électriques. Les pneus étaient maintenant des 19 × 4,00 pouces. La berline carrossée est maintenant disponible en noir ainsi que bleu. Cette dernière berline est équipée avec un essuie-glace  automatique, un rétroviseur, du verre de sécurité et la nouvelle finition chrome. Seul un châssis de Minor était exposé sur le stand Morris à l'Olympia.

## Une automobile à100£

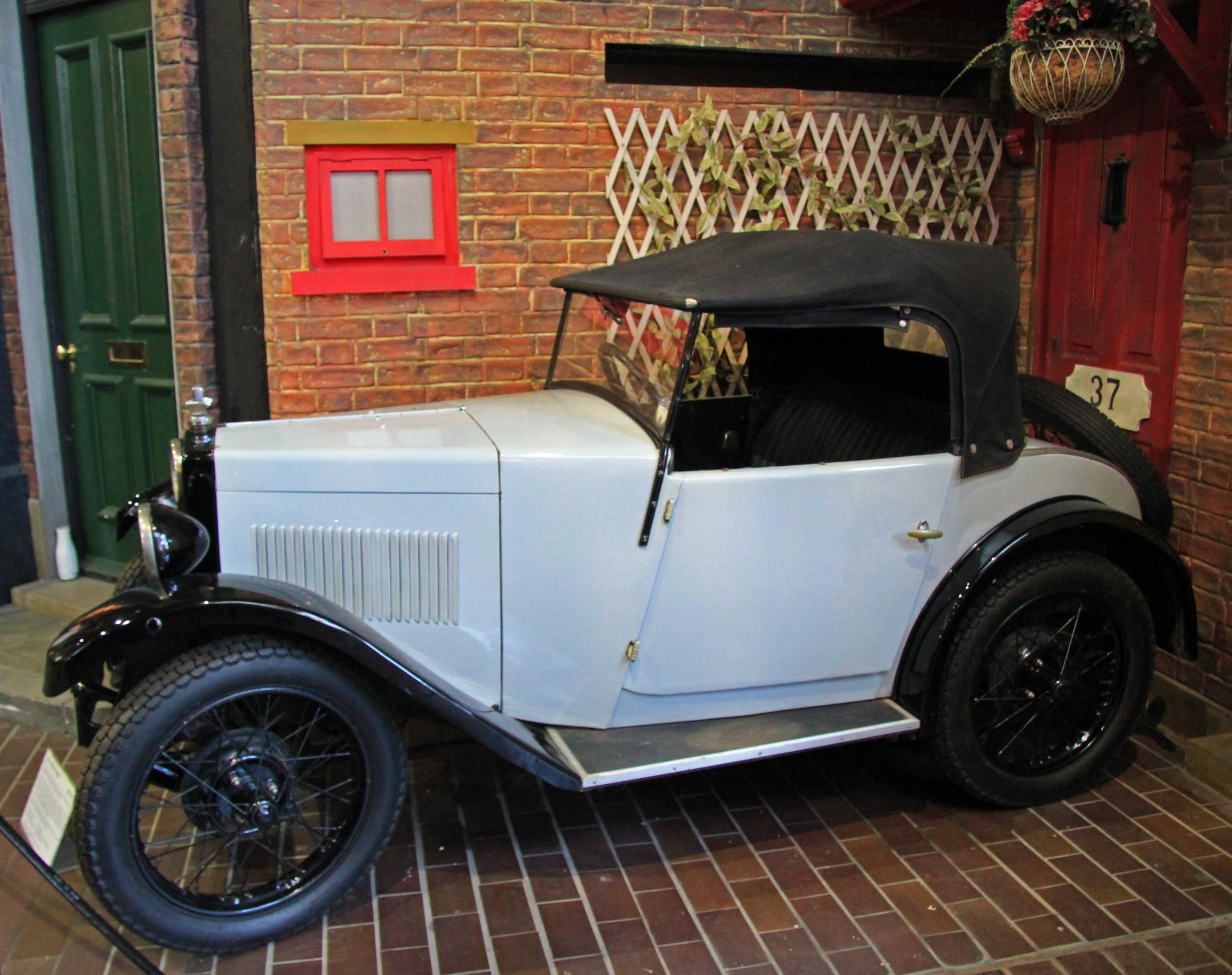
septième voiture à 100 £ châssis SV107, National Motor Museum de Beaulieu.

Juste avant Noël 1930 Sir William Morris publia une déclaration annonçant qu'il mettrait sur le marché très bientôt une nouvelle voiture à vendre à 100 £, la Morris Minor S.V. deux places. La carrosserie, dit-il, sera de panneaux d'acier sur un cadre en bois avec le moins possible de parties brillantes « afin de réduire le polissage », et proposée en marine gris avec sellerie rouge. La décarbonisation et le réglage des soupapes est très simple et contribuent aux faibles frais de fonctionnement de la nouvelle voiture. Quelques mois plus tard, une berline 2 portes avec le moteur S.V. était également produite. Une randonneuse 4 places S.V. est annoncée en avril.

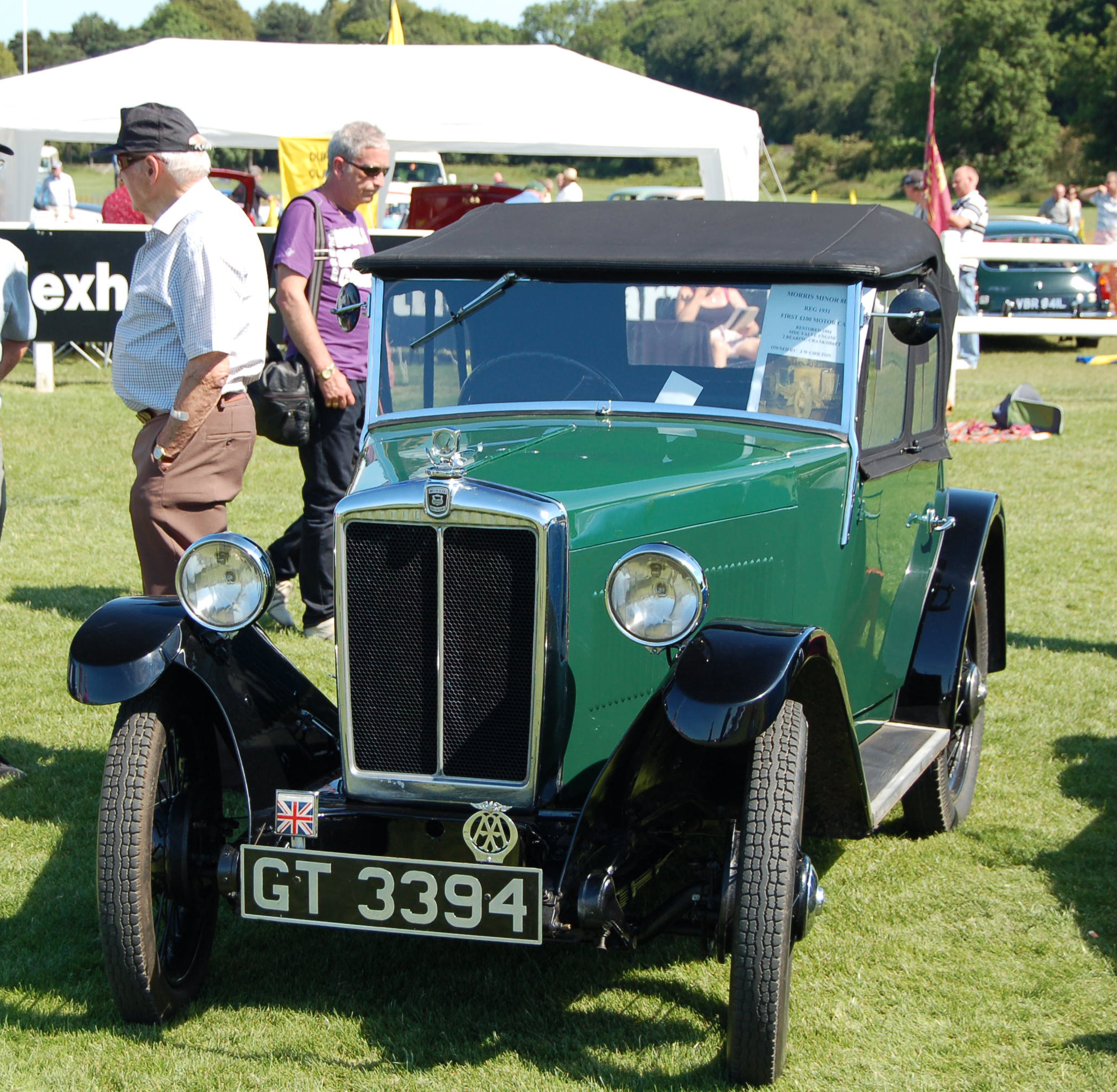
La voiture à 100 £ modèle 1932, 2 places, cadre de radiateur à nouveau chromé, enregistrée en décembre 1931, roues fil Magna.

Le moteur à soupapes en tête s'avère être coûteux à fabriquer et la version Wolseley—la version six cylindres propulsant la berline Hornet à succès, et les MG de course—souffrait d'infiltrations d'huile dans la dynamo. Donc, en 1931, une version redessinée  par le personnel de Morris Engines utilisant des soupapes latérales et donnant presque la même puissance de sortie, 19 cv (14 kW) à 4 000 tr/min, fut introduite.
Sur la route, l'essayeur rapporta que la nouvelle Morris Minor S.V. dépassait les 80 km/h. Une certaine quantité de rebonds de roues consomma beaucoup d'énergie lors de l'essai des départs arrêtés. Les poussoirs auraient pu être mieux ajustés, l'accélérateur a besoin d'un ressort plus stable et il devrait y avoir une pédale de repos à côté de lui. Les leviers de vitesse et de frein étaient assez éloignés, la vitesse de pointe pouvait grimper lorsque la charge diminuait, des mouvements et rebonds de roues sont acceptables avec un empattement aussi court, le frein au pied tire sur le côté.
La baisse du coût du nouveau moteur a permis à la Minor d'être vendue au prix magique de 100 livres comme deux places simplifiée. La S.V. 2 places était exactement 25% moins chère que la voiture SACT. Les deux versions furent produites pendant un temps. La version à arbre à cames en tête survécut jusqu'en 1932 en modèle quatre portes, qui a également reçu des freins hydrauliques.

## Une berline quatre portes
En août 1931, une nouvelle forme de radiateur fut révélée. La version à soupapes en tête fut renommée Morris Family Eight et avait un empattement de 2,31 m, soit un allongement de 33 cm. La Family Eight se situe dans la gamme entre la Minor et la Cowley. Cette berline quatre portes dispose de suffisamment de place pour quatre personnes adultes. Des pneus de 17 × 4,50 pouces sont montés sur de nouvelles roues à rayons Magna. Les roues Magna équipaient maintenant l'ensemble de la gamme  Morris. Les carrosseries berlines ont été légèrement redessinées avec un look plus arrondi, la taille standard est plus spacieuse, les sièges avant peuvent être ajustés et les portes sont élargies et équipées de vitres abaissables en verre de sécurité au lieu de fenêtres coulissantes. De nouvelles couleurs sont mises à disposition. Le réservoir de carburant a déménagé de la zone en dessous du pare-brise vers l'arrière de la voiture. Une pompe à carburant électrique ou « automatique essence-lift » a été installée.

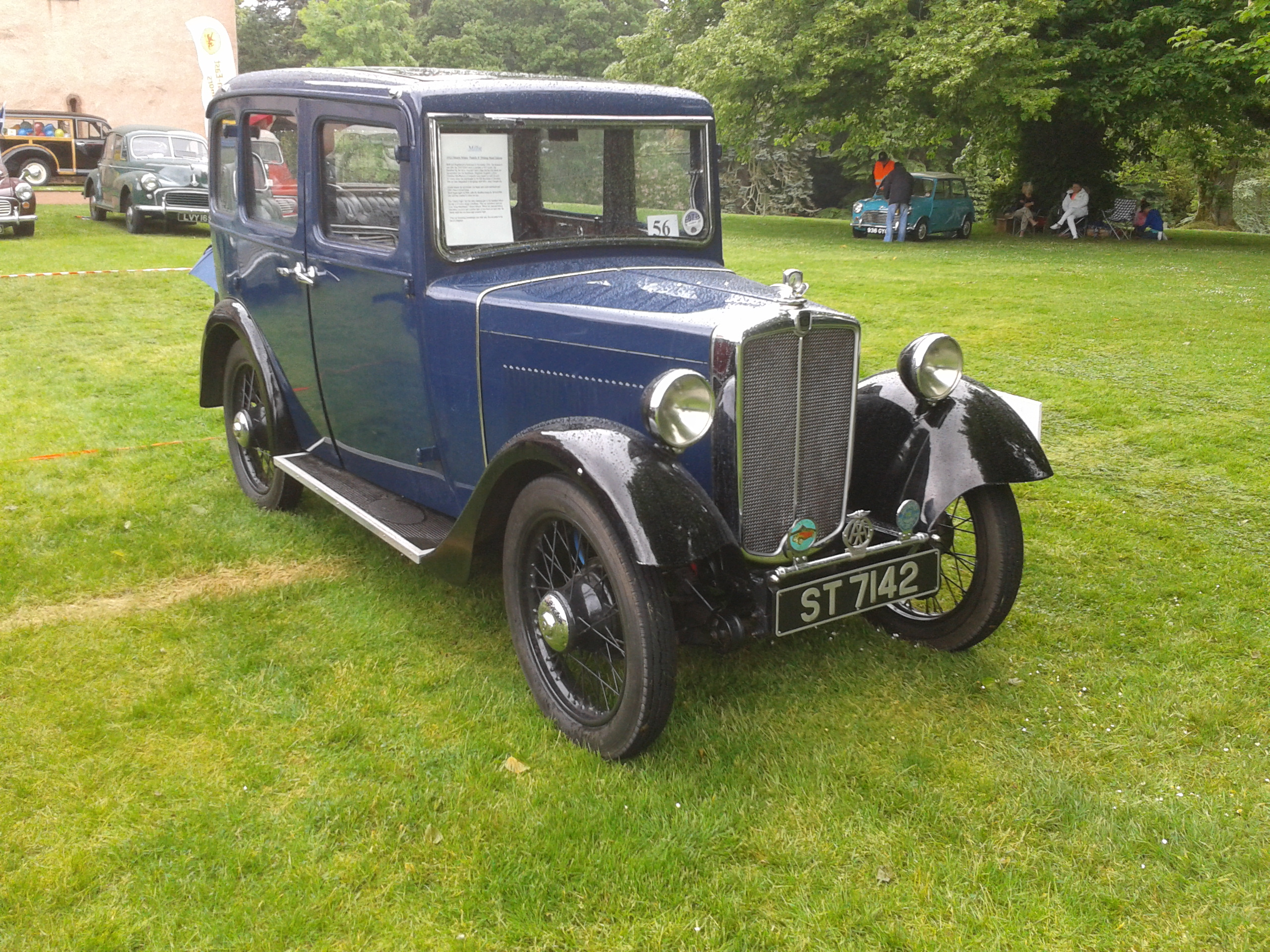
Berline Family Eight à empattement long enregistrée en novembre 1932, roues fil Magna.

Morris Family Eight à arbre à cames en tête :
- Berline 4 portes, 4 places avec toit ouvrant : 152 £ 10 s
- Coupé sport avec toit ouvrant: 175 £, nommé par après Spécial Coupé
- châssis seul: 115 £

Ces Morris Family Eight étaient équipées de freins hydrauliques. Leur nouveau pare-brise lisse et en pente, et l'avant arrondi, autorisait le passage en douceur de l'air et opposait moins de résistance. L'utilisation de freins hydrauliques distinguait la Morris de la concurrente Austin 7 avec son câble de freins moins fiable.
Les voitures S.V. (à soupapes latérales) continuent comme Morris Minor, opposées aux Morris Family Eight.
Morris Minor à soupapes latérales:
- 2 places: 100 £
- Randonneuse:  115 £
- Berline: 112 £ 10 s (avec toit ouvrant : 125 £)
- Châssis seul: 90 £

Toutes les voitures Morris ont reçu des protections latérales anti-éclaboussures aux ailes avant. La Minor reçut un nouveau radiateur et un plus long capot, une meilleure direction par came Évêque et une boîte à quatre vitesses. La 2 places à 100 £ garde le vieux radiateur, les trois vitesses, la direction à roue et vis sans fin et le pare-brise d'un seul panneau.

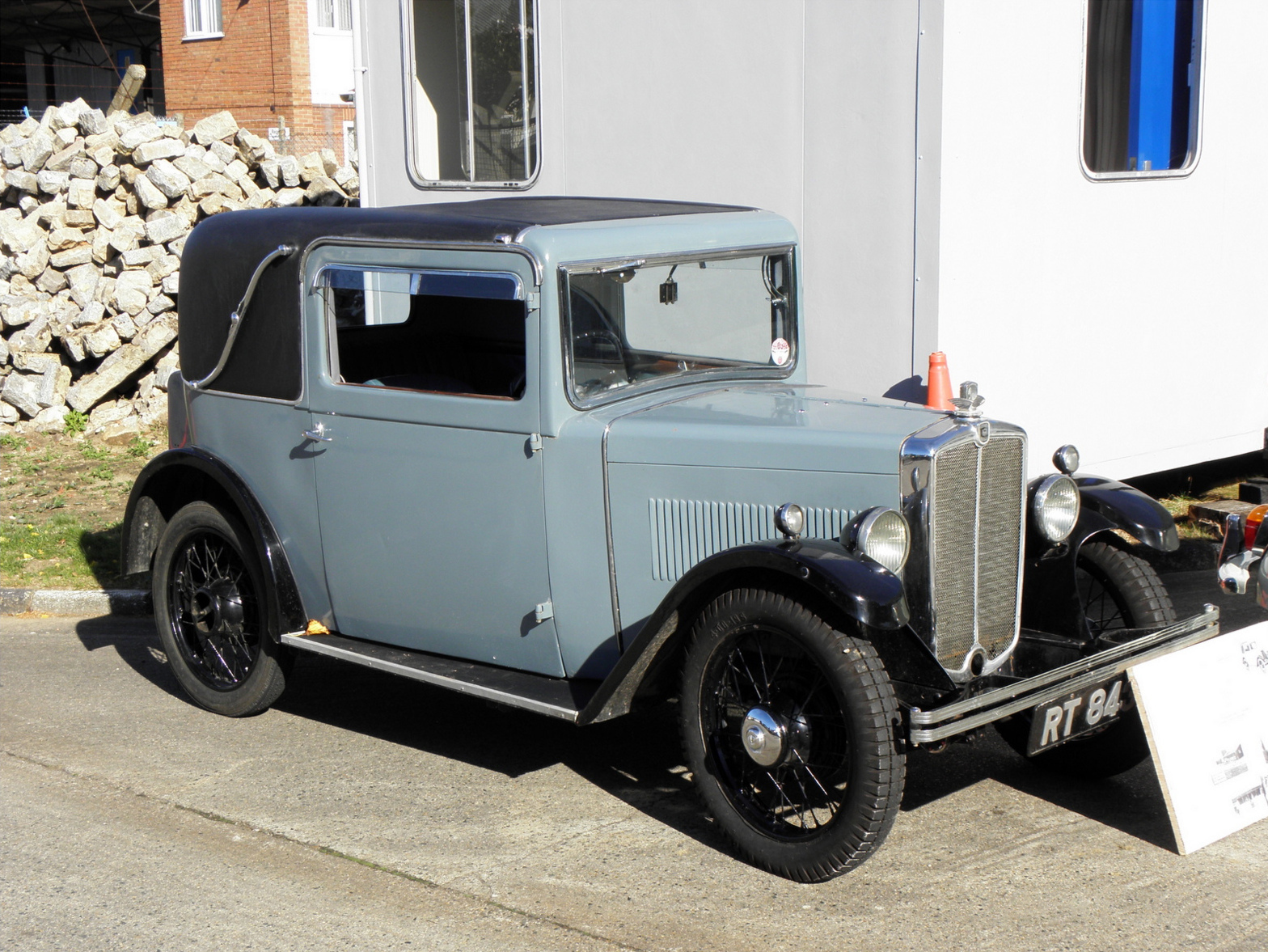
Spécial Coupé de janvier 1932.

Morris exposa au salon de l'Automobile d'octobre 1932 un châssis Minor pour 87 £ 10 s. Pour 90 £, le même châssis est équipé d'une boîte quatre vitesses twin-top (troisième "silencieuse"), la direction à came et le radiateur plus profond. La Berline Minor à 2 portes est à 125 £ ou à toit fixe 122 £ 10 s
La nouvelle berline Family à moteur à soupapes latérales était également exposée, une voiture à long empattement précédemment nommée Family Eight équipée du moteur SACT. Il existe maintenant un Coupé Spécial pour 165 £. La Berline Family est à 145 £ et le châssis seul à 100 £.
À la fin du mois d'août 1933, toutes les voitures Morris avaient des boîtes de vitesses synchronisées à quatre vitesses, des phares plongeants, des amortisseurs hydrauliques, une sellerie cuir, des freins hydrauliques, le réservoir à l'arrière, des indicateurs de direction et du verre de sécurité. La Family Saloon et la Minor ont ajouté à cela des indicateurs de direction illuminés et la sellerie pneumatique.

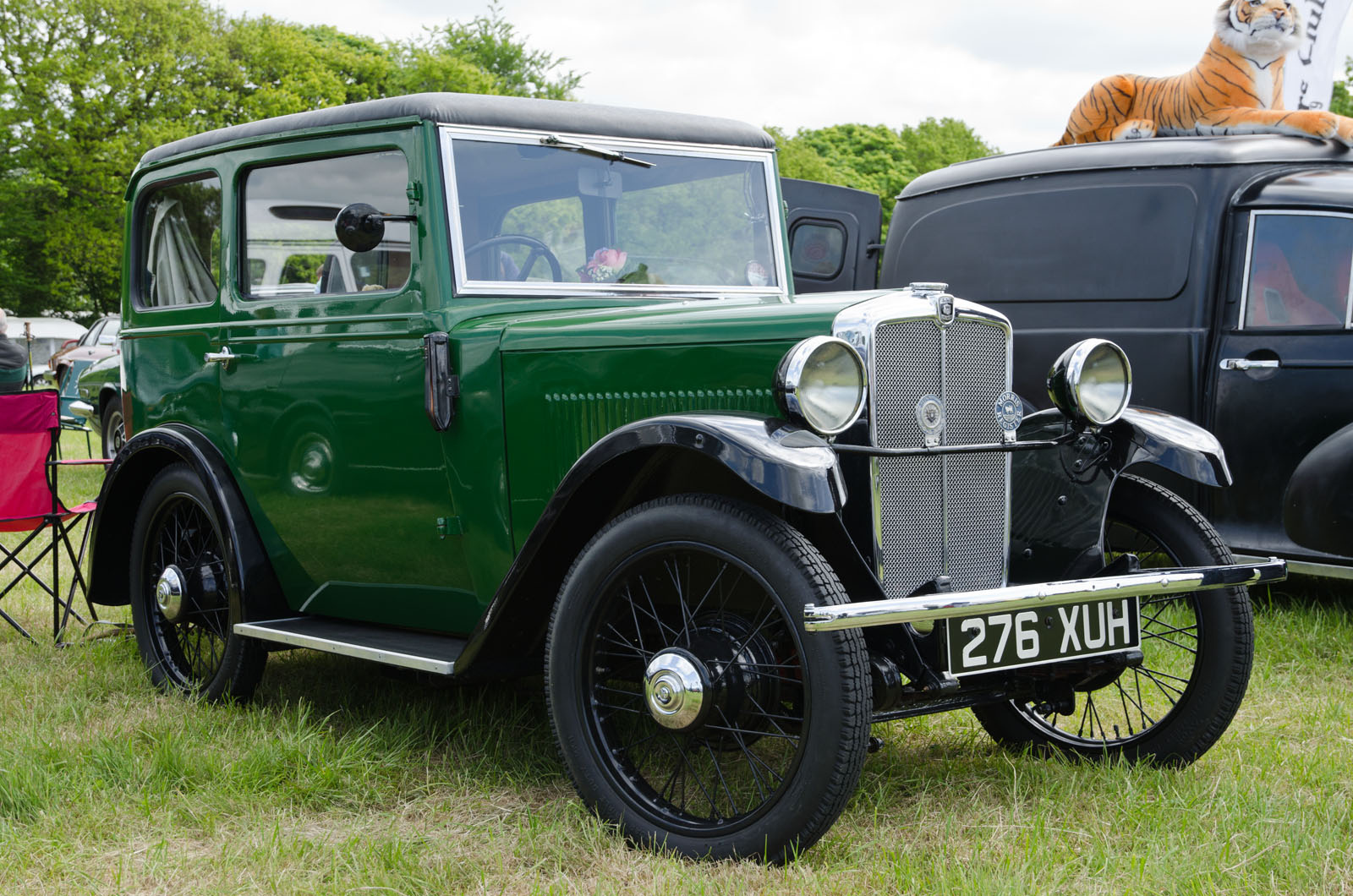
Berline 2-portes sur l'empattement original, 1933.

La voiture à 100 £ subit une hausse de prix en août 1933.
La berline 2 portes sur l'empattement original fut testée et le résultat publié en novembre 1933. Le testeur était assez satisfait, mais insista sur le fait que cette voiture était conçue pour transporter trois adultes ou deux adultes et deux enfants. Il décrit la voiture comme étroite mais avec assez de place et a ajouté que les sièges sont « à l'aise »

La Minor et la berline Family sont remplacées par la Morris Eight en août 1934, avec une toute nouvelle carrosserie et un moteur un peu plus gros, de 918 cm3. Elle a continué à être un succès de ventes.

## Quantités produites
Voitures et utilitaires
| Morris Minor          | 1929   | 1930   | 1931   | 1932   | 1933   | 1934   | Total  |
| --------------------- | ------ | ------ | ------ | ------ | ------ | ------ | ------ |
| Arbre à cames en tête | 12 638 | 14 264 | 7 697  | 4 488  |        |        | 39 087 |
| Soupapes latérales    |        |        | 5 435  | 14 765 | 13 478 | 13 555 | 47 231 |
| Total                 | 12 638 | 14 264 | 13 132 | 19 253 | 13 478 | 13 555 | 86 320 |

Il y eut plus de voitures à arbre à cames en tête que de voitures à soupapes latérales, et les camionnettes étaient à soupapes latérales.

## Pourcentage de la production par type de carrosserie
| Style | Berline empattement court | Van | Berline empattement long | Deux places | Tourer | Châssis | Spécial coupé |
| ----- | ------------------------- | --- | ------------------------ | ----------- | ------ | ------- | ------------- |
| %     | 57                        | 11  | 10                       | 10          | 6      | 5       | 1             |

Le nom Morris Minor fut relancé en 1948 pour la voiture conçue par Alec Issigonis.